# This Is Such a Pity
"This Is Such a Pity" (em português: Isto é uma Pena) é uma música da banda americana de rock alternativo Weezer. Este é o quarto single do quinto álbum da banda, Make Believe. O single foi lançado na rádio no dia 6 de Março de 2006. Esta foi a primeira vez que os Weezer lançaram um quarto single de um dos seus álbuns.
As notas do álbum Make Believe apontam Rivers Cuomo como o único compositor da música, embora Brian Bell desempenhe um duelo a guitarra a solo com Cuomo. Todos os sons de piano da música foram realizados com um teclado Casio de $75. A banda experimentou o som de teclados Moog mais caros, mas ficou mais agradada com o som do Casio.
Cuomo considera "This Is Such a Pity" como a sua música favorita do álbum.

## Sucesso e Controvérsia do VídeoMash Up
A música apenas apreciou um sucesso modesto na rádio do género modern rock, um pouco devido ao facto de esta não ser acompanhada por um videoclipe oficial.
Contudo, um vídeo do tipo Mash Up contendo imagens do filme de 1984 Breakin' sobre breakdance foi carregado no YouTube pouco depois da música ser anunciada como o quarto single de Make Believe. O vídeo foi criado por Rafael Sans, um estudante de teologia da Universidade Oral Roberts, e tornou-se um fenómeno da Internet para os fãs da banda e para a comunidade de bloggers online. O vídeo foi até apresentado na página da banda weezer.com.
Contudo, pouco depois do seu sucesso, o vídeo foi banido do YouTube porque, segundo Julie Supan, directora de marketing do site, "era provável que o utilizador não teria a devida autorização para carregar o vídeo, sendo que os titulares dos direitos contactaram o Youtube".

## Lista de faixas
Single Promocional Exclusivo para Rádio
| N.º | Título                                               | Compositor(es) | Duração |  |
| 1.  | "This Is Such a Pity"                                | Rivers Cuomo   | 3:27    |  |
| 2.  | "This Is Such a Pity" (Basement Jaxx Remix Club Mix) | Rivers Cuomo   |         |  |

## Pessoal
- Rivers Cuomo - vocalista, guitarra principal
- Brian Bell - guitarra rítmica
- Scott Shriner - baixo
- Patrick Wilson - bateria, percussão
- Rick Rubin - produção